# Rocket: Robot on Wheels
Rocket: Robot on Wheels es un videojuego de plataformas para Nintendo 64, desarrollado por Sucker Punch Productions y publicado por Ubisoft, publicado en 1999. En el juego que jugar como Rocket, el título del robot, a pesar de que el título sólo tiene una rueda. Este fue el primer juego desarrollado por Sucker Punch, que más tarde desarrollar la serie Sly Cooper para Sony. Rocket también fue notable por su uso de un relativamente avanzado motor de física. El juego también ha sido desarrollado bajo el título Sprocket hasta tres meses antes de su liberación, cuando fue cambiado debido a preocupaciones de derechos de autor.

## Historia
Rocket pertenece al Dr Gavin, el arquitecto y propietario de Whoopie Mundo, un parque temático futurista. En la noche antes del día de apertura, se dirige a una de las partes, dejando Rocket a cargo de la mascotas: Whoopie la morsa y su Sidekick Jojo el mapache. Tan pronto como Gavin se va, Jojo Rocket ve buscando más de sus planes a la ruina día de apertura y sustituir el parque con Jojo Mundo. Antes de que él puede hacer cualquier cosa, Jojo Rocket a cabo golpes con un mazo y toma el teletransportador abajo en el parque, con lo que Whoopie con él. Ahora debe rescatar Rocket Whoopie, encontrar los billetes y fichas Jojo tiene repartidos por todo el parque, y coger el mapache, todos antes de Dr Gavin retornos.

## Juego
El juego cuenta con seis mundos temáticos diferente (sin incluir el nivel final), todos conectados a la principal zona de Whoopie Mundo. Cada mundo se abre de encontrar una cantidad necesaria de billetes en los otros mundos. En el camino, el jugador debe aprender nuevos movimientos y técnicas de mantenimiento de un robot llamado Tinker a cambio de fichas en todo el parque. Cada mundo tiene al menos un vehículo, utilizado para resolver puzles y obtener boletos. Después de recoger suficiente de billetes en todo el parque, el jugador puede acceder a la fase final, Jojo Mundo, donde finalmente Jojo se enfrentan.

## Movimientos y técnicas
A continuación se enumeran los movimientos de a lo largo del juego:
- Slam saltar, Slams objetos.
- Rocket Jump, salta más alto
- Freeze, se bloquea todos los enemigos y crea rápida fusión del hielo de agua en plataformas
- Lidiar, recoge objetos de lejos. También le permite colgar y swing de ciertos temas (a la luz puesto como un ejemplo)